# Мордъёга
Мордъёга (устар. Морд-Ега) — река в России, протекает по территории Кондинского района Ханты-Мансийского автономного округа. Устье реки находится в 118 км от устья Конды по левому берегу. Длина реки — 139 км, площадь водосборного бассейна — 1810 км².

## Притоки
- 9 км: Чепыш (пр)
- 16 км: Нюра (пр)
- 28 км: Могат (пр)
- Охотъега (лв)
- 113 км: Антья (пр)

## Данные водного реестра
По данным государственного водного реестра России, относится к Иртышскому бассейновому округу, водохозяйственный участок реки — Конда, речной подбассейн реки — Конда. Речной бассейн реки — Иртыш.